# Janusz II
Janusz II (ur. 1455, zm. 16 lutego 1495 w Płocku) – początkowo rządził wspólnie z braćmi na Mazowszu właściwym (formalnie od urodzenia), w wyniku podziału od 1471 książę w Ciechanowie i Łomży, dodatkowo od 1475 w Płocku, Płońsku, Wiźnie i Zawkrzu, od 1484 w Błoniu i Kamieńcu, a od 1489 w Wyszogrodzie.
Janusz II płocki był ósmym pod względem starszeństwa synem (szóstym, którym dożył wieku dorosłego) księcia mazowieckiego (warszawskiego) Bolesława IV i córki Andrzeja Włodzimierzowica Barbary.
W związku z tym, że jego ojciec zmarł już 10 września 1454, urodzony w 1455 Janusz był pogrobowcem. W chwili śmierci Bolesława IV jego synowie byli jeszcze małoletni (najstarszy Konrad III Rudy miał wówczas około sześciu lat), więc początkowo władzę przejęła regencja pod przewodnictwem Barbary ruskiej i biskupa płockiego, Pawła Giżyckiego.
Regencja trwała do 1462, kiedy za pełnoletniego został uznany Konrad III, i mimo że w kolejnych latach kolejni jego bracia osiągali pełnoletniość, pozostali jako tzw. bracia niedzielni aż do 3 kwietnia 1471.
W podziale, jaki wówczas się dokonał, Janusz jako najmłodszy otrzymał niewielki dział z Ciechanowem, Różanem i Łomżą. Włości Janusza II powiększyły się znacznie dopiero w 1475, po objęciu przez brata Kazimierza III biskupstwa płockiego, kiedy to młody książę otrzymał Płock, Płońsk, Wiznę i Zawkrze. Również w kolejnych latach księstwo Janusza II powiększyło się dzięki darowiznom braci: Bolesława V (1484 – Błonie, Kamieniec i Tarczyn) i Konrada III (1489 – Wyszogród).
Tę ostatnią miejscowość Janusz II otrzymał w zamian za oddanie Konradowi III ziemi warszawskiej, wydanej przez mieszczan warszawskich księciu płockiemu po śmierci Bolesława V (w 1488).
W polityce zagranicznej Janusz II, poza ścisłą współpracą z braćmi (zwłaszcza z Bolesławem V, z którym przez wiele lat miał wspólną kancelarię), starał się maksymalnie ograniczać wpływy rosnących w siłę Jagiellonów. W tym też celu książę związał się z zakonem krzyżackim (układ z 1472). Współpraca musiała układać się dosyć dobrze, skoro wielki mistrz zakonu Jan von Tieffen zdecydował się w 1489 przyjąć Janusza II w poczet tzw. familiaris.
W 1476 Janusz wspólnie z Bolesławem V wystąpili przeciwko inkorporacji ziemi sochaczewskiej przez Kazimierza Jagiellończyka, ale bez większych sukcesów. Sprawa dodatkowo tylko popsuła i tak już nie najlepsze stosunki Mazowsza z Koroną.
W 1492 zmarł król Polski Kazimierz Jagiellończyk i książęta mazowieccy, chcąc wyjść z cienia Jagiellonów, zgłosili kandydaturę Janusza II na króla. Jednak w Krakowie, dokąd Janusz przybył w sierpniu 1492, okazało się, że książę jest bez szans.
Janusz II płocki zmarł – jak zapisała kronika, jednego dnia zdrowy, drugiego martwy – 16 lutego 1495 w Płocku i został pochowany w miejscowej katedrze. Nie zdążył się ożenić ani pozostawić potomstwa. Nagły zgon księcia wywołał wśród współczesnych pogłoski o jego otruciu. Brak na to jednak przekonujących dowodów.
Księstwo płockie po śmierci Janusza II, mimo oporu jego brata Konrada III, zostało przyłączone do Polski.